# Кули, Томас
Томас Кули (англ. Thomas F. Cooley; 3 января 1943 — 9 октября 2021) — американский экономист.
Бакалавр политехнического института Ренсселер (1965); магистр (1969) и доктор философии (1971) Пенсильванского университета. Преподавал в университете Карнеги-Меллона (1970—1976), Калифорнийском университете (Санта-Барбара; 1976-1987; профессор с 1980), университете Рочестера (1987—2000) и Нью-Йоркском университете (с 2001). Президент Общества экономической динамики (2000-03).

## Основные произведения
- «Оценка эконометрической политики: комментарий» (Econometric Policy Evaluation: Comment, 1984);
- «Индивидуальное прогнозирование и совокупные результаты» (Individual Forecasting and Aggregate Outcomes, 1985).